# Paired Down
Paired Down (englisch für reduziert) bezeichnet zwei Jazzalben des kanadischen Pianisten D. D. Jackson, in dem er Duos mit Ray Anderson, Billy Bang, Hamiet Bluiett, Jane Bunnett, Don Byron, James Carter, Santi Debriano, David Murray und Hugh Ragin spielte. Die Aufnahmen entstanden am 30. November, 1. und 2. Dezember 1996 in New York City und erschienen 1997 auf Justin Time Records.

## Das Album
Paired Down entstand bei den erwähnten drei Aufnahmesessions im November und Dezember 1996, bei denen Pianist D. D. Jackson mit insgesamt neun Musikern weitgehend eigene Kompositionen einspielte.
Das Album Volume One beginnt mit einer Variation des Jazzstandards I Got Rhythm, bei der James Carter C-Melody-Saxophon spielt, hier bezeichnet als Rhythm and Things. African Dreams nimmt nach Ansicht von Gary Giddins Anleihen bei Horace Silvers Song for My Father, Peace of Mind bei Abdullah Ibrahim. Hugh Ragins Ballad for Miles reflektiere den Song Motherless Child, während Fanfare and Fiesta an John Coltranes A Love Supreme erinnere. Chick-ism spiele an Chick Coreas Spain an; in Bang’s Dream erinnere der Geiger stilistisch an Stuff Smith. Don Byrons Spiel in Time enthalte nahöstliche Klezmer-Anspielungen. Murrays Spiel in Easy sei von stark von Gospelmusik durchdrungen; seine Interpretation von Love Song von einem an Albert Ayler erinnernden Lyrismus.
Der Posaunist Ray Anderson wirkte bei drei Titeln von Volume Two mit, Jacksons früherer Mentor, der Tenorsaxophonist David Murray bei zwei weiteren. Die Flötistin Jane Bunnett war Partner im 7/4-taktigen Flute-Song mit; Geiger Billy Bang im Wayne Shorters Footprints ähnelnden Pleasure and Pain. Klarinettist Don Byron spielte Time mit dem Pianisten in fast klassischer Spielweise.
Mit Santi Debriano hatte Jackson kurz zuvor bei einem Don Pullen gewidmeten Album von David Murray (Long Goodbye, DIW Records) zusammengearbeitet und war Mitglied seines regelmäßigen Trios; mit Billy Bang und Murray hatte der Pianist Anfang der 1990er-Jahre in Kip Hanrahans Projekten gearbeitet.
In einem Interview, das kurz nach den Aufnahmen entstand, äußerte sich der Pianist zu den Hintergründen:

„Ich glaube, ich zeige hier eine eher besinnliche Seite als das ‚wahnsinnige Zeug‘, das ich zuvor gespielt habe. Aber auch damals habe ich immer eigenes Material geschrieben und immer versucht in meinen Einflüssen so vielfältig wie möglich zu sein - natürlich Don Pullen, aber auch Keith Jarrett, Abdullah Ibrahim, Chick Corea, Oscar Peterson, Monk, Jaki Byard (der ein weiterer wichtiger Lehrer für mich war) und klassische Musik etc. pp. Daher gab es schon immer mehr als nur einen Einfluss, eine Tatsache, von der ich sicher bin, dass sie den Leuten zunehmend deutlich wird, wenn ich weitermache.“

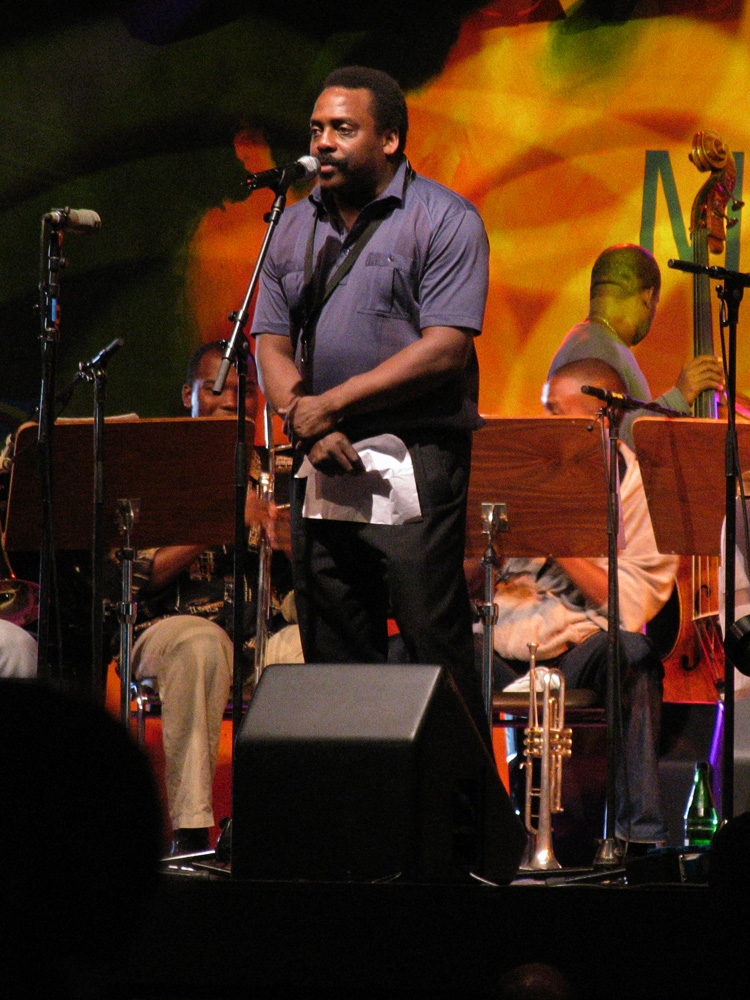
David Murray, 2004
Zeltbühne des Moers Festivals

## Titelliste
D. D. Jackson: Paired Down, Volume One (Justin Time JUST 99-2)
1. Rhythm and Things (C-Melody-Saxophon: James Carter) -4:46
2. Ballad for Miles (Trompete: Hugh Ragin) -8:28
3. Reflections (Tenorsaxophon: James Carter) -7:15
4. Chick-Isms (Kontrabass: Santi Debriano) -4:48
5. Fanfare and Fiesta (Trompete: Hugh Ragin) -6:09
6. Subliminal Messages (Trompete: Hugh Ragin) -4:24
7. African Dreams (Baritonsaxophon: Hamiet Bluiett) -9:38
8. For Don (Baritonsaxophon: Hamiet Bluiett) -6:58
9. Bang’s Dream (Violine: Billy Bang) -6:00
10. Easy (Tenorsaxophon: David Murray) -5:52

Ballad for Miles und Fanfare and Fiesta sind Kompositionen von Hugh Ragin; alle anderen Kompositionen stammen von D.D. Jackson.
D. D. Jackson: Paired Down, Volume Two (Justin Time JUST 104-2)
1. Catch It (Posaune: Ray Anderson) -6:34
2. One of the Sweetest (Bass: Santi Debriano) -6:39
3. Flute-Song (Flöte: Jane Bunnett) -6:00
4. Pleasure and Pain (Violine: Billy Bang) -11:30
5. Peace of Mind (Tenorsaxophon: David Murray) -7:32
6. Love-Song (Tenorsaxophon: David Murray) -6:13
7. Time (Klarinette: Don Byron) -7:14
8. Interlude (Posaune: Ray Anderson) -1:28
9. Closing Melody (Posaune: Ray Anderson) -8:10

Interlude ist eine Komposition von Ray Anderson und D.D. Jackson; alle anderen Kompositionen stammen von D. D. Jackson.

## Rezeption
Bill Bennett merkte 1998 in JazzTimes an, dass in ihren besten Momenten D. D. Jacksons Ausflüge sowohl über „wohlüberlegte Komposition als auch das Feuer der Spontaneität“ verfügen. Für sich genommen hätten Jacksons Darbietungen eine Integrität, die wirklich erstaunlich sei. Die weniger spannende Dimension seines Spiels sei die Tendenz, „den Bogen zu spannen von der Vorstellung des Themas über eine Outside-Improvisation zur Reprise“. Die Zusammenarbeit mit anderen Musikern scheine die Konturen seiner Darbietungen zu variieren, wovon die zweite Folge zeuge, die Jackson und seine Kompositionen in einem überzeugenden Raster mit Spitzenmusikern zusammenbringe. So schaffe Ray Anderson „witzigen und melismatischen Eifer“ in den Ablauf. In ähnliche Weise forciere David Murray die Darbietung in unerwartete Wendungen. Mit Don Byrons Spiel auf der Klarinette sei eines der zurückhaltendsten und gleichzeitig faszinierendsten Stücke des „bunt gemischten und provokativen“ Albums entstanden.
Scott Yanow vergab an das erste Album in Allmusic 4½ (von fünf) Sterne und hob die Fülle an Abwechslungsreichtum, Anspruch und auch an Humor hervor. „Vol. One gets the edge due to the particularly fine playing of Carter and Ragin. An intriguing set that grows in interest with each listening“.

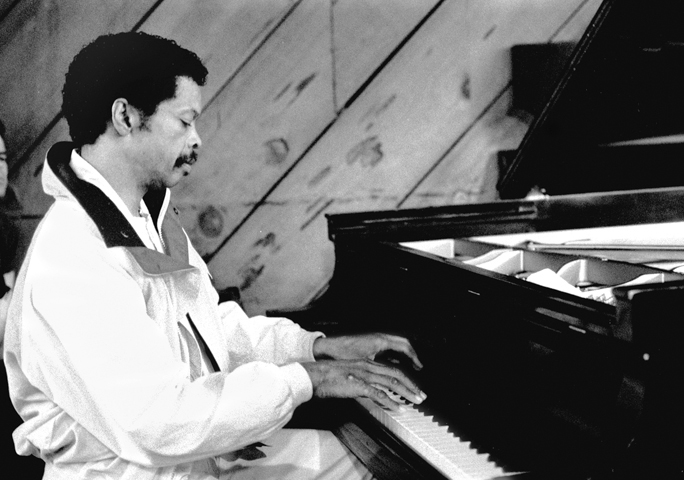
Don Pullen (1988)

Auch dem zweiten Album verlieh Yanow in Allmusic 4½ (von fünf) Sterne und hob in seiner Besprechung den Einfluss von Jacksons Mentor Don Pullen hervor, dessen Methode des sowohl freien als auch perkussiven Spiels Jackson übernommen, dennoch allmählich eine eigene Stimme entwickelt habe. „Jacksons Kompositionen erkunden eine Vielzahl von Stimmungen, Klangfarben und Grooves. Das farbenfreudige Zusammenspiel zwischen Jackson und seinen Mitmusikern hält immer das Interesse des Hörers wach. Während Volume One eine leicht Schärfe besitzt, ist die zweite CD es gleichfalls wert, wahrgenommen zu werden und dient beinahe als Führer durch die Avantgarde der späten 90er Jahre.“
Richard Cook und Brian Morton, die in ihrem Penguin Guide to Jazz das Album mit der zweithöchsten Note von 3½ Sternen bewerteten, heben besonders Jacksons Duett mit Santi Debriano hervor, das an Red Mitchells Begegnungen mit verschiedenen Pianisten erinnere.
Der Rough Guide: Jazz (Ausgabe 2004) hebt Paired Down: Volume One als eines der wichtigsten Alben des Pianisten hervor. Nach Meinung von Gary Giddins (1997) hat sich Jackson mit diesen beiden Alben aus der Rolle eines Protegés emanzipiert. Vorbehalte äußerte der Kritiker jedoch gegenüber Jacksons Balladenspiel in Titeln wie in One of the Sweetest oder For Don:

“His balladic originals are soft and indistinct, relying overmuch on Keith Jarrett-style gospel grace notes to the point of sentimentalizy (Don Pullen deflected such clichés with his punishing attack and rangy harmonies). This is especially true of his laments. ‘One of the Sweetest’ ist sticky with blues notes, displaying the affect but not the substance of a reflective song. The trenody for Pullen, ‘For Don’, is even sappier, thouigh redeemed in his increasingly poignant improvisation, heightened at the dramtic finish by Bluiett’s pitch-perfect cries and the whisper of air rushing through his baritone sax.”